# 艾奧瓦鎮區 (堪薩斯州多尼芬縣)
艾奧瓦鎮區（英語：Iowa Township）為美國堪薩斯州多尼芬縣轄下的鎮區。2010年美国人口普查中該鎮區人口有1,641人。

## 歷史
艾奧瓦鎮區於1854年設立。鎮區名以居住於此的原住民族艾奧瓦人命名。

## 地理
艾奧瓦鎮區涵蓋總面積為218.82平方（84.49平方英里）。

### 行政區劃
- 城市：海蘭、懷特克勞德

### 墓園
根據美國地質調查局的資料，此鎮區擁有6座墓園：
- 范寧墓園（Fanning Cemetery）
- 海蘭墓園（Highland Cemetery）
- 艾奧拉墓園（Iola Cemetery）
- 艾奧瓦角墓園（Iowa Point Cemetery）
- 馬丁墓園（Martin Cemetery）
- 奧利弗布蘭奇墓園（Olive Branch Cemetery）

### 溪流
通過此鎮區的溪流有：
| - 錫達溪（Cedar Creek） - 昆溪（Coon Creek） - 福克斯溪（Fox Creek） - 米爾溪（Mill Creek） - 米申溪（Mission Creek） | - 彭內爾溪（Pennell Creek） - 斯闊溪（Squaw Creek） - Striker支流 - 沃爾夫溪（Wolf River） |

## 人口統計
根據2010年美國人口普查，艾奧瓦鎮區人口有1,641人，住房736戶，人口密度為7.5人/每平方公里。此鎮區居民之種族中，白人佔85.98%，非裔美國人佔6.7%，美洲原住民佔3.11%，亞裔美國人佔0.3%，太平洋島裔美國人佔0%，其他種族佔0.79%，混血種族則佔3.11%。而西班牙裔或拉丁裔美國人佔此鎮區人口的2.01%。

## 外部連結
- City-Data.com （页面存档备份，存于）